# Batié (Burkina Faso)
Pour le département et la commune urbaine, voir Batié (département).
Pour les articles homonymes, voir Batié.
Batié est un village et le chef-lieu du département et la commune urbaine de Batié, situé dans la province du Noumbiel et la région du Sud-Ouest au Burkina Faso.

## Géographie

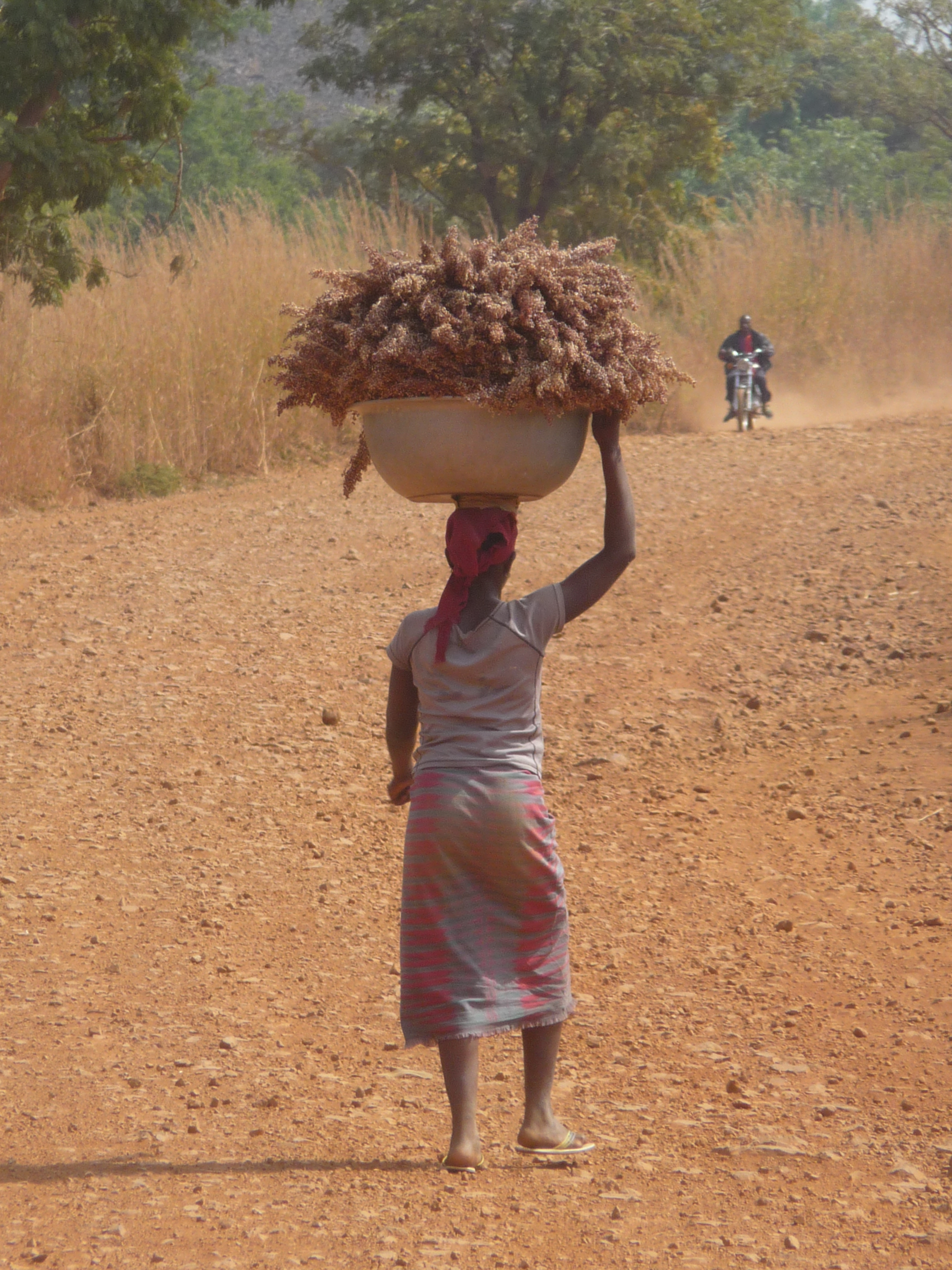
Sur une route de Batié, une femme à pied croise un homme en moto.

Située à 60 km au sud de Gaoua, Batié est la ville burkinabè la plus importante de l'extrémité méridionale du pays.
En 2019, la population de la ville est de 17 997 habitants répartis en cinq secteurs :
- Secteur 1 : 8 179 habitants
- Secteur 2 : 1158 habitants
- Secteur 3 : 2109 habitants
- Secteur 4 : 3334 habitants
- Secteur 5 : 3217 habitants

La commune est traversée par la route nationale 11 ainsi que par la route régionale 8.

## Histoire
La ville s'est historiquement appelée « cité de Damar » du nom de son fondateur.

## Économie
Depuis les travaux entrepris entre 2015 et 2017, la ville (tout comme une partie du département) est raccordée au réseau national d'électricité dans le cadre de l'électrification du Noumbiel. En février 2020, un émetteur radio installé à Batié permet de désenclaver la province du Noumbiel, qui peut désormais capter les ondes de la radio nationale Radiodiffusion-Télévision du Burkina (RTB).  La ville et ses environs ont également le lieu d'une intense activité d'extraction artisanale de l'or

## Santé et éducation
Batié accueille le centre médical avec antenne chirurgicale (CMA) de la province. En matière d'éducation elle est pourvue avec une structure d'éducation préscolaire au secteur 1 .Elle compte aussi beaucoup d'établissemens primaire ainsi que Trois lycées tous Publics.(Lycée Provincial,le Lycée Communale et le CEG de Wèlinko)

## Tourisme
Le mausolée de Nani Palé se trouve sur la route N11 qui mène à Batié.
A Batié il est également possible de visiter le cimétière des Tirailleurs sénégalais (en mauvais etat) ainsi que l'une des résidence de  l'ancien président ivoirien félix Houphouët-Boigny 